# داونی ویل (کالیفرنیا)
داونی ویل (به انگلیسی: Downieville) یک منطقهٔ مسکونی در ایالات متحده آمریکا است که در شهرستان سیرا، کالیفرنیا واقع شده‌است. داونی ویل ۸٫۲۵۲ کیلومتر مربع مساحت و ۲۸۲ نفر جمعیت دارد و ۹۰۴٫۰۵ متر بالاتر از سطح دریا واقع شده‌است.